# Павлівка (Білокуракинська селищна громада)
Павлі́вка — село в Україні, у Білокуракинській селищній громаді Сватівського району Луганської області. Розташоване на річці Білій. Площа села становить 643,5 га. Селом тече річка Біла, притока Айдару (басейн Сіверського Дінця).

## Історія
На території села 1923 року було знайдено срібну посудину іранської роботи V—VI століть, що експонується в Ермітажі, Санкт-Петербург.
Слобода Тарабанівка виникла в першій половині XVII століття, як козацьке «черкаське поселення». Залишки його валів і ровів ще добре зберігались в середині XIX століття поблизу будинку священнослужителя. На місці першого храму — пам'ятний камінь.
В архівах князів Куракіних находимо згадку, що у 1700 році Петро І, повертаючись з другого азовського походу в супроводі свого свояка, князя Бориса Івановича Куракіна, зупинився у мальовничій місцевості, що розкинулася уздовж річки з крейдяним дном. Красива місцевість сподобалася Куракіну, і Петро І віддав її князю, надавши право останньому визначити межі володіння. У цьому ж році Куракін заснував слободу Біла Куракіна, яке дістало назву від назви річки і прізвища князя. Дарована князю Куракіну земля за документами належала поміщиці Тарабановій і поміщику Тев'яшеву. З останнім 1745 року князь уклав угоду на придбання 800 чвертей землі, а Тарабанівкою, маєтком Тарабанової за 7 верст на північ від Куракової, заволодів силою. Частина мешканців виїхала до Воронезької губернії, забравши з собою дерев'яний храм, а слобода згодом отримала нову назву — Павлівка.
У XIX столітті населення села потерпало від хвороб. Так 1831 року від холери померло 35 осіб; через два роки — 28, а 1848 року, під час масової епідемії — 317 осіб, від цинги померло 11 осіб.
У грудні 1917 року в селі була встановлена радянська влада. Партійний (ВКП(б)) і комсомольський осередки були створені в 1921 році, об'єднували вони на той час 17 комуністів і 7 комсомольців.
1930 року було утворено перший колгосп «Червона нива», головою якого обрали Єремєєва Леонтія Лук'яновича.
Під час Голодомору 1932—1933 років за архівними даними в селі загинуло 295 осіб.
У роки німецько-радянської війни село було окуповане німецько-італійськими військами з червня 1942 по січень 1943 року. Під час Острогозько-Россошанської наступальної операції частинам Південно-Західного фронту Червоної армії була поставлена задача вийти 18 січня 1943 року на лінію Шахове — Нагольна — Дем'янівка — Грицаївка — Гайдуківка. 23 січня 1943 року бійці 388 полку 172 стрілецької дивізії за підтримки танкової роти 3 танкового корпусу зайняли село, відбили контратаку німців з боку Курячівки. Під час війни до лав Червоної армії було призвано 578 односельців, з них 309 загинуло в боях та від ран.
1950 року на базі господарств Павлівки, Заводянки, Стативчиного та Хоменкового Другого було утворено колгосп «XXI з'їзду КПРС» (голова Чекотило Іван Іванович).
1965 року була проведена електрифікація села. В 1970-х в заплаві річки Біла проведено меліорацію: споруджено іригаційні канали, шлюзи, між селищем Білокуракине та селом зведено греблю Білокуракинського водосховища. Воду якого використовували задля зрошення полів. У 1980-х роках почалась газифікація села.

## Населення
Населення становить 1016 осіб, 384 двора.
1885 року в колишній державній слободі Павлівської волості Старобільського повіту Харківської губернії мешкало 2936 осіб, було 368 дворових господарств. У 1914 році в селі проживало 3358 осіб. У селі на середину 1970-х налічувалось 540 дворів, населення становило 1575 чоловік.

## Вулиці
У селі існують наступні вулиці: Говаленко, Заливна, Залізнична, Кільцева, Крайня, Лугова, Молодіжна, Підгірна.

## Економіка
За часів радянської влади у Павлівці розміщувалась центральна садиба колгоспу імені XXI з'їзду КПРС та відділення № 2 і № 3 радгоспу «Більшовик». За колгоспом було закріплено 7785 га сільськогосподарських угідь, з них 5826 га орної землі. Господарство спеціалізувалось на м'ясо-молочного напрямку. Відділення радгоспу «Більшовик» спеціалізувалось на відгодівлі великої рогатої худоби.
Голови колгоспу:
- 1950- — Чекотило Іван Іванович.
- Дубовий Анатолій Іванович.
- Волков М. М.

На розпайованих землях колишнього колгоспу утворилось декілька господарств: ДП «Зоря», СТОВ «Славутич» Олійника Олександра Івановича та інші фермерські господарства, приватне підприємство «Нива-7» та інші 15 індивідуальних фермерських господарств.

## Транспорт
Павлівка розташована за 10 км від районного центру, з яким пов'язана автошляхом, і за 4 км від залізничної станції Катран на лінії Валуйки — Кіндрашівська-Нова. Відстань до обласного центру (Луганськ) — 150 км.

## Культура
У Павлівці були побудовані будинок культури із залом на 350 місць, бібліотека з фондом понад 9 тис. книг, дитячі ясла, фельдшерсько-акушерський пункт, побутова майстерня зі швейним і взуттєвим цехами, 6 магазинів, відділення зв'язку, ощадкаса. У роки восьмої та дев'ятої п'ятирічок були побудовані середня школа, будинок культури, більше 100 житлових будинків за типовими проектами.
У Павлівці в 1980-х роках була побудована нова двоповерхова середня школа на 300 учнів. Станом на 2013 рік в Павлівській повній загальноосвітній школі навчається 106 учнів в 11 класах, створено профільний математичний клас, кількість персоналу становить 21 особа, директор Ромашенко Юлія Леонідівна.
У селі діє дитячий навчальний заклад «Ромашка».
12 липня в день християнського свята Петра і Павла святкують первопрестольний празник, за радянської влади — день села.

### Церква
Перший храм, збудований козаками, був перенесений до Воронізької губернії, згадки на честь кого він був освячений не залишилось.
Князем Олександром Борисовичем Куракіним до Павлівки був перенесений дерев'яний храм на честь Апостолів Петра і Павла, освячений 1798 року. Кам'яний храм побудований старанням священика Олександра Любицького на пожертви прихожан, освячений 1843 року. Землі при храмові було 132 десятин. Прихожан: 1800 року — 989 чоловіків, 960 жінок; 1830 року — 1992 чоловіка, 2032 жінки; 1850 року — 2483 чоловіків, 2453 жінок. Храм зруйновано під час боротьби радянської влади з релігією в 1930-х роках.

## Пам'ятники
У роки німецько-радянської війни на боці СРСР воювали 578 чоловік, 280 з них нагороджені орденами і медалями СРСР, 309 загинуло. На честь полеглих у селі споруджено пам'ятник. У селі існує братська могила радянських вояків.

## Видатні особистості
- Мірошніченко Петро (невідомо — 1920, с. Западинці, Подільська губернія) — козак Окремої Кінно-гірської артилерійської бригади 1-ї Запорізької дивізії Армії УНР.

За успіхи в праці 54 передовика сільського господарства в післявоєнний час нагороджені орденами і медалями СРСР. Ордена Леніна удостоєні бригадир І. Я. Пугач, комбайнер І. І. Давидов, свинарка І. М. Федоренко. Орденом Жовтневої Революції нагороджені голова колгоспу І. І. Чекотило та механізатор Ф. М. Кузьмін. Бригадиру тракторної бригади Г. І. Давидову присвоєно звання Героя Соціалістичної Праці.